# Muscle Shoals, Alabama
Muscle Shoals är en stad (city) i Colbert County i nordvästra Alabama, USA, nära Florence, 
Sheffield och Tuscumbia (vilka tillsammans bildar området "Quad Cities"). 
Muscle Shoals grundades 1923. Invånarantalet 2007 var 12.846. 
Staden är känd inte minst tack vare populärmusiken, med många hitlåtar inspelade på FAME studios (av bland andra Aretha Franklin) och Muscle Shoals Sound Studio från 1960-talet och framåt.